# Варен (притока Мајена)
Варен (фр. Varenne) је река у Француској. Дуга је 59 km. Улива се у Мајен. 